# Azarmidokht
Azarmidokht (tiếng Trung Ba Tư: Āzarmīgdukht, tiếng Ba Tư: آزرمیدخت) là nữ hoàng nhà Sassanid của Ba Tư trong giai đoạn 630-631, bà còn là con gái của vua Khosrau II. Bà đã cai trị Ba Tư sau khi lên kế vị người anh họ Shapur-i Shahrvaraz.

## Gia đình và bối cảnh
Azarmidokht là con gái của vua Khosrau II. Người cha của bà được cho là đã có một shabestan với hơn 3.000 phi tần, chúng ta không biết liệu rằng một trong những phi tần đó là mẹ của bà hoặc có thể mẹ của bà là người vợ được Khosrau sủng ái nhất, Shirin. Azarmidokht cũng có nhiều anh chị em ruột cùng cha khác mẹ có tên là Mardanshah, Juvansher, Farrukhzad Khosrau V, Kavadh II, Shahriyar, và Borandukht. Năm 628, người cha của bà đã bị lật đổ bởi các nhà quý tộc Sassanid, vốn ủng hộ người anh trai Kavadh II, ông ta sau đó đã ra lệnh hành quyết tất cả các người anh em của mình, ngoại trừ Juvansher và Farrukhzad Khosrau V, những người đã cố gắng để trốn thoát. Vài tháng sau, Kavadh qua đời vì bệnh dịch, và ông ta đã được kế vị bởi người con trai mới 7 tuổi của mình Ardashir III, vị vua trẻ này sớm bị viên tướng Shahrbaraz sát hại một năm sau đó, rồi chiếm luôn ngai vàng Sassanid cho bản thân ông ta. Bốn mươi ngày sau, Shahrbaraz đã bị ám sát bởi phe của nhà quý tộc Ispahbudhan Farrukh Hormizd, còn được biết đến như là phe Pahlav (Parthia). Chỉ một thời gian ngắn sau đó, Borandukht đã được phe Farrukh tuyên bố là nữ hoàng ở Ctesiphon. Tuy nhiên, bà ta sau đó bị Shapur-i Shahrvaraz lật đổ, ông ta là con trai của em gái Khosrau II, Mirhran với kẻ tiếm vị Shahrbaraz.

## Cai trị
Dẫu vậy, ông ta đã không được phe của viên tướng Piruz Khosrow chấp nhận, thế lực này còn được biết đến với tên gọi là phe Parsig (Ba Tư). Do đó Shapur-i Shahrvaraz đã bị lật đổ và Azarmidokht được tôn lên làm nữ hoàng.
Nhằm thiết lập một liên minh với phe Parsig, và để đoạt lấy quyền lực, Farrukh Hormizd đã cầu hôn với Azarmidokht. Không dám từ chối, Azarmidokht đã sát hại ông ta với sự trợ giúp từ thành viên gia tộc Mihran Siyavakhsh, người cháu trai của Bahram Chobin, một spahbed nổi tiếng và sau này trở thành Shahanshah trong một thời gian ngắn. Tuy nhiên, không bao lâu sau, bà đã bị sát hại bởi người con trai thứ hai của Hormizd, Rostam Farrokhzad, hiện là thủ lĩnh mới của phe Pahlav, ông ta sau đó đã khôi phục ngai vàng cho Borandukht.